# Otokar Territo
De Otokar Territo is een autobustype van de Turkse busfabrikant Otokar. De bus werd geïntroduceerd in 2012 en is vooral bedoeld voor interstedelijk vervoer.

## Inzet
Dit bustype komt voor in verschillende Europese landen, waaronder Luxemburg.
| Land      | Bedrijf            | Type      | Serie         | Aantal | Inzet        | Opmerkingen |
| --------- | ------------------ | --------- | ------------- | ------ | ------------ | ----------- |
| Luxemburg | Autocars Altmann   | Territo U | BU6000        | 1      | Streekdienst |             |
| Luxemburg | Autocars Schneider | Territo U | AS5268 SK6852 | 2      | Streekdienst |             |